# André Svitac
André Svitac - de son vrai nom Andrzej Świstak  (né le 2 juin 1963 à Nowy Targ dans la voïvodie de Petite-Pologne en Pologne) est un ancien joueur de hockey sur glace professionnel, retraité depuis 2004.

## Carrière
Swistak  était un très bon joueur junior en Pologne. En 1983, il est sélectionné pour participer aux championnats du monde junior à Anglet. Les Polonais y obtiennent de bons résultats puisqu'ils prendront la 4e place du tournoi. Dès la fin de la compétition, les joueurs et l'encadrement partent pour Paris afin de prendre leur avion pour rentrer au pays. Une fois dans la capitale française, Andrzej et son ami Dzislav Kozlowsky faussent compagnie à leur encadrement et à leurs coéquipiers pour regagner Anglet et proposer leurs services aux dirigeants du club local.
Dès lors, leurs noms seront « francisés » et Andrzej Swistak devint André Svitac. Il restera quelques années à l'Hormadi avant de rejoindre d'autres clubs de l'hexagone et notamment Bordeaux où il restera de nombreuses années et devint un joueur majeur de la capitale girondine.
En 2000, André rejoint Lyon pour y poursuivre sa carrière de joueur et dans le même temps, commencer sa carrière d'entraîneur. Son parcours sur la glace prendra fin en 2004 à l'occasion d'une pige effectué au Havre. De 2003 à 2008, André Svitac s'occupe des équipes Espoirs du CHAR. En 2008, il part entraîner les Rapaces de Gap en Division 1. Après avoir remporté le titre de champion de France de Division 1 à l'issue de la saison 2008-2009 et avoir assuré le maintien en Ligue Magnus l'année suivante, il part entrainer le club suisse du HC Villars. En 2013, il devient Directeur Technique du Monthey Chablais Hockey Club où il supervise tout le mouvement junior et entraine particulièrement la 1re équipe, les juniors et novices[réf. souhaitée].

## Clubs successifs
Carrière de joueur
- Podhale Nowy Targ : jusqu'en 1983.
- Les Orques d'Anglet : de 1983 à 1987.
- Les Aigles Bleus de Gap : de 1987 à 1989.
- Les Girondins de Bordeaux : de 1989 à 1992.
- Les Flammes Bleues de Reims de 1992 à 1993.
- Les Aquitains de Bordeaux : de 1993 à 1995.
- Les Dogues de Bordeaux : de 1995 à 1997.
- Les Bélougas de Toulouse : de 1997 à 2000.
- Les Lions de Lyon : de 2000 à 2003.
- Les Docks du Havre : de 2003 à 2004.

Carrière d'entraîneur
- Les Lions de Lyon : de 2000 à 2003.
- Rouen Cadets : 2003-2008.
- Gap : 2008-2010.
- HC Villars : 2010-2013
- Monthey Chablais Hockey Club : 2013- présent.

## Palmarès
- 1982-1983 :

- 3e du Championnat du monde Junior, Groupe B.
- 1986-1987 :

- 2d du Championnat de France de Nationale 1B.
- 1987-1988 :

- Demi-Finaliste du Championnat de France de Nationale 1A.
- 1989-1990 :

- 5e du Championnat de France de Nationale 1A.
- 1990-1991 :

- Demi-finaliste de la Ligue Nationale.
- 1991-1992 :

- Champion de France de Nationale 1.
- 1992-1993 :

- Demi-finaliste de la Nationale 1.
- 1995-1996 :

- 3e de Division 1.
- 1996-1997 :

- Quart-de-finaliste de Nationale 1A.
- 1997-1998 :

- Champion de France de Division 2.
- 2000-2001 :

- 3e de Division 3.
- 2002-2003 :

- 3e de Division 2.

## En équipe nationale
- 1983 : Championnat du Monde Junior, Groupe B.
- 1992 : Jeux olympiques : 6 matchs, 1 assistance.
- 1992 : Championnat du monde, Groupe B : 5 matchs.

Bilan : 11 matchs, 0 but, 1 assistance, 1 point, 0 minute de pénalité.

## Statistiques
| Saison             | Équipe                  | Ligue              |     | Saison régulière | Saison régulière | Saison régulière | Saison régulière | Saison régulière |    | Séries éliminatoires | Séries éliminatoires | Séries éliminatoires | Séries éliminatoires | Séries éliminatoires |
| Saison             | Équipe                  | Ligue              | PJ  | B                | A                | Pts              | Pun              | PJ               | B  | A                    | Pts                  | Pun                  |                      |                      |
| 1982-1983          | Podhale Nowy Targ       | Juniorzy           | -   | -                | -                | -                | -                | -                | -  | -                    | -                    | -                    |                      |                      |
| 1983-1984          | Orques d'Anglet         | Nationale 1B       | -   | -                | -                | -                | -                | -                | -  | -                    | -                    | -                    |                      |                      |
| 1984-1985          | Orques d'Anglet         | Nationale 1B       | -   | -                | -                | -                | -                | -                | -  | -                    | -                    | -                    |                      |                      |
| 1985-1986          | Les Orques d'Anglet     | Nationale 1B       | 14  | 25               | 18               | 43               | ?                | -                | -  | -                    | -                    | -                    |                      |                      |
| 1986-1987          | Les Orques d'Anglet     | Nationale 1B       | 29  | 54               | 52               | 106              | 24               | -                | -  | -                    | -                    | -                    |                      |                      |
| 1987-1988          | Aigles Bleus de Gap     | Nationale 1A       | 32  | 30               | 17               | 47               | 12               | -                | -  | -                    | -                    | -                    |                      |                      |
| 1988-1989          | Aigles Bleus de Gap     | Nationale 1A       | 30  | 22               | 23               | 45               | 17               | -                | -  | -                    | -                    | -                    |                      |                      |
| 1989-1990          | Girondins de Bordeaux   | Nationale 1A       | 34  | 14               | 22               | 36               | 8                | -                | -  | -                    | -                    | -                    |                      |                      |
| 1990-1991          | Boxers de Bordeaux      | Ligue Nationale    | 24  | 9                | 19               | 28               | 16               | 6                | 6  | 2                    | 8                    | 6                    |                      |                      |
| 1991-1992          | Boxers de Bordeaux      | Nationale 1        | 14  | 17               | 17               | 34               | 4                | -                | -  | -                    | -                    | -                    |                      |                      |
| 1992-1993          | Flammes Bleues de Reims | Nationale 1        | 21  | 17               | 21               | 38               | 16               | -                | -  | -                    | -                    | -                    |                      |                      |
| 1993-1994          | Aquitains de Bordeaux   | Nationale 2        | 23  | 28               | 38               | 66               | 16               | -                | -  | -                    | -                    | -                    |                      |                      |
| 1994-1995          | Aquitains de Bordeaux   | Nationale 1B       | 26  | 19               | 38               | 57               | 40               | -                | -  | -                    | -                    | -                    |                      |                      |
| 1995-1996          | Dogues de Bordeaux      | Division 1         | 27  | 21               | 44               | 65               | 18               | -                | -  | -                    | -                    | -                    |                      |                      |
| 1996-1997          | Dogues de Bordeaux      | Nationale 1A       | 29  | 10               | 29               | 39               | 22               | 11               | 1  | 10                   | 11                   | 2                    |                      |                      |
| 1997-1998          | Bélougas de Toulouse    | Division 2         | -   | -                | -                | -                | -                | -                | -  | -                    | -                    | -                    |                      |                      |
| 1998-1999          | Bélougas de Toulouse    | Division 1         | ?   | 4                | 4                | 8                | ?                | ?                | 6  | 9                    | 15                   | ?                    |                      |                      |
| 1999-2000          | Bélougas de Toulouse    | Division 1         | -   | -                | -                | -                | -                | -                | -  | -                    | -                    | -                    |                      |                      |
| 2000-2001          | Lions de Lyon           | Division 3         | -   | -                | -                | -                | -                | -                | -  | -                    | -                    | -                    |                      |                      |
| 2001-2002          | Lions de Lyon           | Division 2         | -   | -                | -                | -                | -                | -                | -  | -                    | -                    | -                    |                      |                      |
| 2002-2003          | Lions de Lyon           | Division 2         | -   | -                | -                | -                | -                | -                | -  | -                    | -                    | -                    |                      |                      |
| 2003-2004          | Docks du Havre          | Division 2         | 1   | 1                | 0                | 1                | 2                | -                | -  | -                    | -                    | -                    |                      |                      |
| Totaux en carrière | Totaux en carrière      | Totaux en carrière | 304 | 271              | 342              | 613              | 195              | 17               | 13 | 21                   | 34                   | 8                    |                      |                      |